# 2022 în zborul spațial
Acest articol documentează evenimentele notabile de zbor spațial în cursul anului 2022.

## Cadru general

### Explorarea Sistemului Solar
NASA a continuat misiunea navei spațiale Juno asupra sistemului iovian, efectuând un zbor al Europei la 29 septembrie 2022.
În explorarea planetei Marte, Agenția Spațială Europeană (ESA) a colaborat cu Roscosmos pentru a lansa roverul Rosalind Franklin folosind platforma de aterizare Kazachok ca parte a ExoMars 2022. În martie 2022, lansarea a fost anulată în urma invaziei ruse a Ucrainei și a suspendării ulterioare a cooperării ESA-Roscosmos pentru misiunea ExoMars.
La 3 octombrie 2022, Organizația Indiană de Cercetare Spațială a lansat o declarație conform căreia toate încercările de a relua legătura cu Mars Orbiter Mission (MOM), numită și Mangalyaan, au eșuat și a declarat-o oficial inactivă, invocând pierderea de combustibil și puterea bateriei instrumentelor sondei.

### Explorare lunară
Orbitatorul lunar CAPSTONE al NASA a fost lansat la 28 iunie. Artemis 1, primul zbor al Space Launch System (SLS) al NASA și prima misiune lunară pentru Orion, este programat să zboare nu mai devreme de 14 noiembrie 2022.
Statele Unite intenționează să lanseze o serie de landere și rovere comerciale lunare. Ca parte a programului Commercial Lunar Payload Services al NASA, este programată lansarea landerului Peregrine de la Astrobotic Technology și a landerului Nova-C de la Intuitive Machines. Japonia intenționează să lanseze landerul lunar OMOTENASHI.
La 4 august 2022, primul orbitator lunar din Coreea de Sud, Danuri, a fost lansat în spațiu de o rachetă Falcon 9. Orbitatorul va avea nevoie de câteva luni pentru a intra pe orbita sa lunară finală.
La 11 decembrie 2022, o rachetă Falcon 9 a lansat misiunea Hakuto-R, o misiune privată pe Lună a companiei japoneze ispace. La bordul navei de aterizare lunară Hakuto-R s-au aflat roverul lunar Lunar Excursion Vehicle 1 (LEV-1, numit și Transformable Lunar Robot) din Japonia și roverul lunar Rashid construit de Centrul Spațial Mohammed bin Rashid din Dubai, Emiratele Arabe Unite. Aterizarea pe Lună este planificată să aibă loc în aprilie 2023. Orbitatorul lunar al NASA, Lunar Lanterna, a fost lansat ca încărcătură utilă.

### Zborul spațial uman
China va termina construcția stației spațiale Tiangong cu adăugarea modulelor Wentian și Mengtian. Wentian a fost lansat cu succes și andocat la stația spațială la 24 iulie 2022, în timp ce Mengtian va fi lansat în octombrie.
La 19 mai 2022, Boeing a lansat al doilea zbor de probă fără echipaj de aproape șase zile (aterizare 25 mai 2022) al capsulei sale spațiale Starliner. Zborul de testare a avut succes și a deschis calea pentru primul zbor de testare cu echipaj al Starliner mai târziu în 2022.

#### Turism spațial
La 31 martie 2022, vehiculul New Shepard al Blue Origin a efectuat al patrulea zbor spațial suborbital cu echipaj, cu 6 pasageri la bord. La 4 iunie 2022, New Shepard a efectuat al cincilea zbor spațial suborbital cu echipaj, tot cu 6 pasageri la bord. La 4 august 2022, New Shepard a efectuat al șaselea zbor spațial suborbital cu echipaj, din nou cu 6 pasageri la bord.
La 8 aprilie 2022, capsula spațială Crew Dragon a SpaceX a fost lansată de o rachetă Falcon 9 pentru prima misiune turistică spațială americană către Stația Spațială Internațională. Echipajul de la bordul misiunii operate de Axiom Space includea un astronaut profesionist (comandantul vehiculului spațial) și trei turiști. Misiunea, cunoscută sub numele de Axiom Mission 1, a durat puțin peste 17 zile și a fost prima misiune cu echipaj operată integral comercial către ISS.

### Gestionarea resturilor spațiale și a sateliților
Potrivit unei companii de monitorizare a spațiului, în ianuarie, un satelit chinezesc, SJ-21, a apucat un alt satelit vechi și scos din uz și l-a „aruncat” pe o orbită cu un risc mai mic ca resturile spațiale să lovească nave spațiale. La 4 martie, pentru prima dată, resturile spațiale umane – cel mai probabil un corp de rachetă uzat, a treia treaptă Long March 3C din misiunea Chang’e 5 T1 din 2014 – au lovit neintenționat suprafața lunară, creând un crater dublu.

### Consecințele invaziei rusești a Ucrainei din 2022
În urma invaziei ruse a Ucrainei din 24 februarie 2022, un număr mare de țări au impus noi sancțiuni internaționale împotriva persoanelor, firmelor și oficialilor din Rusia, Crimeea și Belarus. Rusia a răspuns cu sancțiuni împotriva mai multor țări. Acest lucru a dus la tensiuni între agenția spațială rusă și partenerii săi.
- Programul Soyuz la Centrul Spațial din Guyana a fost suspendat.[21]
- Mai multe lansări Soyuz de la Cosmodromul Baikonur au fost anulate. În total, șase lansări planificate pentru OneWeb au fost anulate.[22] Agenția spațială rusă a scos steaguri ale SUA și Japoniei de pe o rachetă Soyuz.[23]
- La 8 martie, fostul astronaut american Scott Kelly a declarat că va da înapoi medalia rusă de zbor spațial pe care a primit-o.[24]
- Misiunea comună ExoMars 2022 ESA/Roscosmos de lansare a roverului Rosalind Franklin folosind platforma de aterizare rusă Kazachok pe Marte a fost suspendată, iar lansarea a fost anulată în martie 2022.[3]
- Componenta germană (eROSITA) a misiunii comune germană/rusă a telescopului spațial Spektr-RG a fost suspendată la 26 februarie 2022.
- Rusia a anunțat că va înceta să livreze motoare rachete în SUA și să oprească asistența (întreținere etc.) pentru motoare aflate deja în SUA.

## Lansări orbitale și suborbitale
| Lună       | Num. succese | Num. eșecuri | Num. eșecuri parțiale |
| ---------- | ------------ | ------------ | --------------------- |
| Ianuarie   | 8            | 0            | 0                     |
| Februarie  | 12           | 1            | 0                     |
| Martie     | 12           | 0            | 0                     |
| Aprilie    | 14           | 0            | 0                     |
| Mai        | 11           | 1            | 0                     |
| Iunie      | 15           | 1            | 0                     |
| Iulie      | 16           | 0            | 0                     |
| August     | 17           | 1            | 0                     |
| Septembrie | 16           | 0            | 0                     |
| Octombrie  | 21           | 1            | 1                     |
| Noiembrie  | 20           | 0            | 0                     |
| Decembrie  | 15           | 2            | 0                     |
| Total      | 177          | 7            | 1                     |

## Activități extravehiculare (EVA)
| Dată start/Timp          | Durată           | Misiune                         | Echipaj                              | Note |
| ------------------------ | ---------------- | ------------------------------- | ------------------------------------ | --- |
| 19 ianuarie 2022 12:17   | 7 ore, 11 minute | Expedition 66 Poisk Airlock     | Anton Șkaplerov Piotr Dubrov         | Plimbare în spațiu pentru a conecta modulul Prichal de restul stației spațiale. Sarcinile au inclus: mutarea balustradei Strela la modulul Nauka, care să le permită o deplasare mai ușoară între cele două module, conectarea cablurilor de telemetrie și de alimentare, mutarea camerelor de televiziune și a antenelor de andocare, instalarea țintelor de andocare și aruncarea hardware-ului inutil și a gunoiului. |
| 15 martie 2022 12:11     | 6 ore, 54 minute | Expedition 66 ISS Quest         | Raja Chari Kayla Barron              | Prima plimbare în spațiu pentru a instala suporturile IROSA pe S4 Truss. Sarcina a inclus instalarea suporturilor, suporturilor de montare și triunghiurilor la matricea 3A, în pregătirea livrării panourilor solare IROSA pe SpaceX CRS-25 la sfârșitul lunii mai. De asemenea, astronauții au legat înapoi izolația pe S6, astfel încât Dextre să poată înlocui modulele de descărcare a bateriei în această locație care a dat semne de degradare și va fi înlocuită la o dată ulterioară. |
| 23 martie 2022 12:32     | 6 ore, 54 minute | Expedition 66 ISS Quest         | Raja Chari Matthias Maurer           | Astronauții au instalat și aerist jumperi de amoniac pe P1 Truss și au repoziționat un modul de supapă a radiatorului care le-a făcut probleme. De asemenea, astronauții au direcționat cabluri, au instalat cleme de cablu pe platforma Bartolomeo, au legat izolația termică pe mecanismul de acostare Kibo, au înlocuit Camera 8 care are un filtru și lumină proastă, au echipat barele radiatorului pentru o viitoare plimbare spațială și, de asemenea, au realizat alte sarcini de întreținere în afara stației. |
| 18 aprilie 2022 14:01    | 6 ore, 37 minute | Expedition 67 Poisk Airlock     | Oleg Artemiev Denis Matveev          | A treia plimbare spațială dintr-o serie pentru a activa modulele Nauka și Prichal și pentru a comanda brațul robotic european. În timpul plimbării în spațiu, cosmonauții au scos capacele și au instalat cabluri electrice, astfel încât brațul robotic european să poată fi activat la sfârșitul plimbării în spațiu. De asemenea, au instalat balustrade, platforme de lucru în exterior. |
| 28 aprilie 2022 10:58    | 7 ore, 42 minute | Expedition 67 Poisk Airlock     | Oleg Artemiev Denis Matveev          | A patra plimbare spațială dintr-o serie pentru a activa modulele Nauka și Prichal și pentru a comanda brațul robotic european. În timpul plimbării în spațiu, Artemiev și Matveev au instalat un panou de control lângă punctul de bază al brațului robotizat, au verificat sistemul de control, au îndepărtat capacele de protecție și au instalat mai multe balustrade pe modulul Nauka. |
| 21 iulie 2022 14:50      | 7 ore, 5 minute  | Expedition 67 Poisk Airlock     | Oleg Artemiev Samantha Cristoforetti | Cosmonautul rus Oleg Artemiev și astronautul italian Samantha Cristoforetti au lucrat la brațul robotic ERA, ca parte a lucrărilor programate pentru punerea în funcțiune a modulului Nauka și a brațului robotizat. Ei au lansat zece sateliți de mici dimensiuni, aparținând unor universități din Rusia, au instalat un punct de legătură pe Poisk pentru a facilita relocarea viitoare a ecluzei experimentale la următoarea plimbare spațială, au reconfigurat ERA și au setat panoul de control. Sarcina finală de a muta Strela 2 pe Zarya și de a-i instala dispozitivul de reținere a fost amânată pentru următoarea plimbare în spațiu, deoarece n-au mai avut timp. Cristoforetti a devenit prima femeie astronaută europeană care a efectuat o plimbare în spațiu și doar a treia femeie care a efectuat o plimbare în spațiu folosind costumul spațial rusesc Orlan (după Svetlana Savitskaia și Peggy Whitso ). |
| 17 august 2022 13:53     | 4 ore, 1 minut   | Expedition 67 Poisk Airlock     | Oleg Artemiev Denis Matveev          | A șasea plimbare spațială dintr-o serie pentru a continua echiparea brațului robotic european ERA (European Robotic Arm) și pentru a pregăti Segmentul rusesc pentru transferurile de module care vor avea loc în toamnă. Sarcina principală de instalare a camerelor pe articulația cotului brațului robotic a fost finalizată la timp și ambele camere au trecut testele de telemetrie. Sarcinile finale de relocare a panoului de control ERA, de a seta brațul înapoi la „modul grapple” și de a îndepărta inelele de lansare de la încheietura brațului ERA vor fi mutate la următoarea plimbare spațială. Artemiev era în proces de îndepărtare a inelului de lansare de la locul de lucru 2 de la ERA când a suferit o scădere de tensiune în bateriile costumului său spațial. Centrul de Control Moscova i-a ordonat să se întoarcă în ecluza de aer unde s-a conectat la alimentarea internă pentru a-și reîncărca costumul. După ce a așteptat ca brațul robotic să fie manevrat în configurația de depozitare, Matveev i s-a alăturat lui Artemiev înapoi în interiorul ecluzei, marcând sfârșitul ieșirii în spațiu. În total, plimbarea spațială a durat 4 ore și 1 minut. Artemiev nu a fost niciodată în pericol și vor înlocui bateria înainte de următoarea plimbare în spațiu. Din cauza încetării timpurii a EVA, sarcina de a reloca Strela 2 la Poisk a fost de asemenea mutată la următoarea plimbare spațială împreună cu celelalte sarcini. |
| 1 septembrie 2022 10:26  | 6 ore, 7 minute  | Shenzhou 14 TSS Wentian airlock | Chen Dong Liu Yang                   | Taikonauții Dong și Yang au finalizat o serie de sarcini, inclusiv instalarea unei pompe suplimentare la exterior, ridicarea camerei panoramice B, instalarea unui banc de lucru, demonstrarea întoarcerii de urgență etc. Aceasta este prima dată când sacul de aer Wentian a fost folosit și va fi folosit pentru toate ieșirile în spațiu viitoare. |
| 2 septembrie 2022 13:25  | 7 ore, 47 minute | Expedition 67 Poisk Airlock     | Oleg Artemiev Denis Matveev          | A șaptea într-o serie de plimbări în spațiu pentru a echipa Nauka și pentru a pregăti ERA pentru operațiuni. Cosmonauții au finalizat sarcini care au fost amânate din cele două plimbări spațiale anterioare și au instalat două adaptoare de sarcină utilă pe Nauka. Din cauza timpului, sarcina de a rupe cuplul pe bolții care fixează sacul de aer și radiatorul la Rassvet a fost amânată pentru următoarea plimbare în spațiu. Acesta a fost cel mai lung EVA din Expediția 67 și finalul acestei misiuni. |
| 17 septembrie 2022 05:35 | 4 ore, 12 minute | Shenzhou 14 TSS Wentian airlock | Chen Dong Cai Xuzhe                  | Taikonauții Dong și Xuzhe au finalizat o serie de sarcini, inclusiv finalizarea instalării limitatoarelor de picior și a bancurilor de lucru extravehiculare, și vor continua cu ajutorul brațului robotizat mic să realizeze instalarea mânerului de înălțare exterior, instalarea setului de pompare de expansiune a circuitului de sarcină și verificarea salvarii exterioare. |
| 15 noiembrie 2022 14:14  | 7 ore 11 minute  | Expedition 68 ISS Quest         | Josh Cassada Frank Rubio             | Cassada și Rubio au instalat noi suporturi pentru viitoare panouri solare de nouă generație (iROSA), care să suplimenteze energia electrică disponibilă la bordul Stației Spațiale Internaționale (ISS). Noile panouri solare se montează deasupra panourilor vechi. A fost prima ieșire în spațiu pentru cei doi astronauți americani și prima activitate extravehiculară americană din luna martie, când NASA a suspendat acest tip de activitate din cauza unor probleme cu costumele spațiale. |
| 17 noiembrie 2022 03:16  | 5 ore 34 minute  | Shenzhou 14 TSS Wentian airlock | Chen Dong Cai Xuzhe                  | Taikonauții în spațiu au finalizat o serie de sarcini, inclusiv instalarea dispozitivului de conectare între cabina centrală Tianhe și cabina experimentală Wentian, dispozitivul de conectare inter-cameră între cabina centrală Tianhe și cabina experimentală Mengtian, ridicarea camerei panoramice A a cabinei experimentale Wentian și instalarea unui mic braț mecanic. A fost a două ieșire în afara stației spațiale atât pentru Dong, cât și pentru Xuzhe. |
| 17 noiembrie 2022 14:39  | 6 ore 25 minute  | Expedition 68 Poisk Airlock     | Serghei Prokopiev Dmitri Petelin     | A fost a 8-a activitate dintr-o serie de ieșiri în spațiu pentru a echipa Nauka și pentru a pregăti ERA pentru operațiuni. |
| 3 decembrie 2022 12:16   | 7 ore 5 minute   | Expedition 68 ISS Quest         | Josh Cassada Frank Rubio             | Asistați de Canadarm 2, Cassada și Rubio au montat un nou panou solare iROSA. Aau deconectat un cablu pentru a se asigura că canalul de alimentare 1B ar putea fi reactivat - cu scopul de a restabili 75% din funcționalitatea matricei și de a se asigura că bateriile conectate se încarcă la nivelurile așteptate. Această ieșire spațială a marcat al treilea astfel de iROSA care este atașat la stația spațială. Odată cu plasarea a șase iROSA pe stație, laboratorul orbital va fi din nou capabil să producă 215 kW putere pentru nevoile sale științifice și operaționale. |
| 22 decembrie 2022 13:19  | 7 ore 8 minute   | Expedition 68 ISS Quest         | Josh Cassada Frank Rubio             | Astronauții americani Cassada și Rubio asistați de brațul robotic Canadarm2 al stației au instalat al patrulea set de panouri solare iROSA. Modulul american Quest a fost depresurizat la ora 13:11 UTC iar sasul a fost deschis la 13:17 UTC. Astronauții au fotografiat Soyuz MS-22 care a suferit o scurgere a lichidul de răcire în radiatorul său principal. |

## Statistici lansări orbitale

### După țară
Numărul anual al lansărilor orbitale pe țară atribuie fiecare zbor țării de origine a vehiculului de lansare, nu furnizorului de servicii de lansare sau portului spațial. De exemplu, lansările Soyuz către Arianespace în Kourou sunt incluse la Rusia, deoarece Soyuz-2 este un vehicul de lansare rusesc.
| Țară  | Țară              | Lansări | Reușite | Eșecuri | Eșecuri parțiale | Note                                         |
| ----- | ----------------- | ------- | ------- | ------- | ---------------- | -------------------------------------------- |
|       | Statele Unite     | 86      | 83      | 2       | 1                | Include lansări Electron de la Mahia         |
|       | China             | 64      | 62      | 2       | 0                |                                              |
|       | Rusia             | 22      | 22      | 0       | 0                | Include lansări Soyuz din Kourou și Baikonur |
|       | Uniunea Europeană | 5       | 4       | 1       | 0                |                                              |
|       | India             | 5       | 4       | 1       | 0                |                                              |
|       | Coreea de Sud     | 1       | 1       | 0       | 0                |                                              |
|       | Iran              | 1       | 1       | 0       | 0                |                                              |
|       | Japonia           | 1       | 0       | 1       | 0                |                                              |
| Total | Total             | 185     | 177     | 7       | 1                |                                              |

### După rachetă
- Ariane 5
- Rocket 3
- Atlas V
- Electron
- Falcon 9 nou
- Falcon 9 refolosit
- Falcon Heavy
- Kuaizhou 1A
- Long March 2
- Long March 3
- Long March 4
- Long March 5
- Long March 6
- Long March 7
- Long March 8
- Long March 11
- Soyuz-2
- Soyuz-2-1v
- Soyuz-ST
- PSLV
- GSLV
- GSLV Mk III
- SSLV
- Angara 1.2
- Antares 230+
- Ceres-1
- LauncherOne
- Vega-C
- Altele

## Statistici zboruri suborbitale

### După țară
Numărul anual al lansărilor suborbitale pe țară atribuie fiecare zbor țării de origine a rachetei, nu furnizorului de servicii de lansare sau portului spațial. Zborurile destinate să zboare sub 80 km sunt omise.
| Țară  | Țară           | Lansări | Reușite | Eșecuri | Eșecuri parțiale | Note                 |
| ----- | -------------- | ------- | ------- | ------- | ---------------- | -------------------- |
|       | Brazilia       | 3       | 3       | 0       | 0                |                      |
|       | Canada         | 11      | 11      | 0       | 0                |                      |
|       | China          | 16      | 16      | 0       | 0                |                      |
|       | India          | 8       | 8       | 0       | 0                |                      |
|       | Iran           | 5       | 5       | 0       | 0                |                      |
|       | Israel         | 3       | 3       | 0       | 0                |                      |
|       | Japonia        | 2       | 2       | 0       | 0                |                      |
|       | Țările de Jos  | 3       | 2       | 1       | 0                |                      |
|       | Coreea de Nord | 19      | 18      | 1       | 0                |                      |
|       | Pakistan       | 1       | 1       | 0       | 0                |                      |
|       | Rusia          | 8       | 8       | 0       | 0                |                      |
|       | Slovenia       | 1       | 0       | 0       | 1                |                      |
|       | Coreea de Sud  | 5       | 4       | 1       | 0                |                      |
|       | Turcia         | 1       | 1       | 0       | 0                |                      |
|       | Regatul Unit   | 1       | 0       | 1       | 0                |                      |
|       | Statele Unite  | 35      | 31      | 4       | 0                | 3 zboruri cu echipaj |
|       | Yemen          | 5       | 5       | 0       | 0                |                      |
| Total | Total          | 127     | 119     | 7       | 1                |                      |